# Fuentelespino de Moya (kommun)
Fuentelespino de Moya är en kommun i Spanien.   Den ligger i provinsen Provincia de Cuenca och regionen Kastilien-La Mancha, i den centrala delen av landet, 200 km öster om huvudstaden Madrid. Antalet invånare är 137.